# راك (كورنوال)
راك (بالإنجليزية: Rock, Cornwall)‏ هي قرية تقع في المملكة المتحدة في كورنوال. يقدر عدد سكانها بـ 1,203 نسمة .